# Placodus
Placodus (лат., от др.-греч. plax, plakos — плита, и др.-греч. odous — зуб) — род вымерших пресмыкающихся из отряда плакодонтов, выделяемый в монотипические семейство Placodontidae и надсемейство плакодонтоидей (Placodontoidea). Жили в среднетриасовую эпоху. Ископаемые остатки, относимые к роду, найдены на территории Германии, Италии, Китая, Польши. Не полностью идентифицированные остатки находят и в других странах.

## История изучения

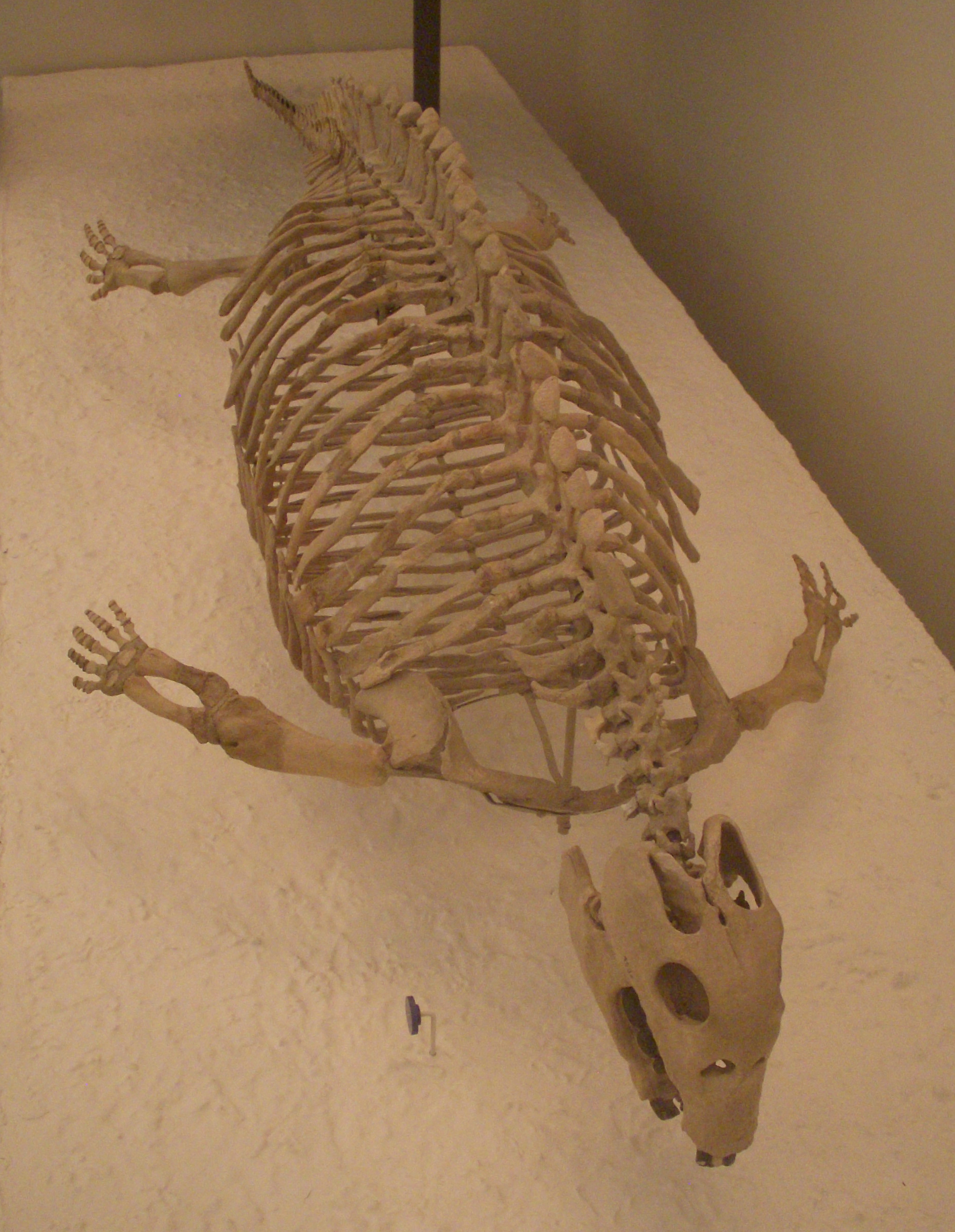
Placodus gigas

Зубы этого животного были обнаружены в 1830 году, но ихтиолог Луи Агассиз принял их за зубы рыб и дал им название Placodus. Ричард Оуэн в 1858 году определил, что это зубы пресмыкающегося.

## Описание
Длина тела Placodus составляла 3 м.
Как и Paraplacodus broilii, представители рода Placodus имеют выступающие вперед зубы в передней части челюсти. Однако их зубы короче, толще и формой больше напоминают ложку. Зубы для раскалывания моллюсков расположены не только в передней части челюсти, они образуют широкий настил поперек нёба. Череп у них достаточно прочный. Окостеневшие чешуйки образуют зазубренный гребень, идущий вдоль всей спины. В отверстии на темени, возможно, размещался орган, чувствительный к свету.
У этих плакодонтов развивались особенно толстые и тяжелые кости, позволяющие держать тело на глубине. Объемные легкие помогали животным регулировать свою плавучесть. Такие приспособления часто используют животными, которые питаются, передвигаясь по морскому дну, например, так поступают современные дюгони и каланы.

## Классификация
По данным сайта Paleobiology Database, на июнь 2020 года в род включают 3 вымерших вида:
- Placodus duplicatus Fraas, 1896
- Placodus gigas Agassiz, 1833 [syn. Anomosaurus strunzi Huene, 1905, Omphalosaurus peyeri Maisch & Lehmann, 2002, Placodus antiquior Huene, 1936, Placodus hypsiceps Meyer, 1863, Placodus quinmolaris Braun, 1863]
- Placodus inexpectatus Jiang et al., 2008

Также к роду относят множество биноменов в статусе nomen dubium: Crurosaurus problematicus Huene, 1902, Placodus andriani Agassiz, 1845, Placodus bathygnathus Owen, 1859, Placodus bombidens Owen, 1858, Placodus gracilis Jurcsak, 1976, Placodus impressus Braun, 1863, Placodus pachygnathus Owen, 1859;

и в статусе nomen nudum: Placodus aethiops Meyer, 1863, Placodus angustus Meyer, 1863, Placodus rugosus Meyer, 1863.